# Juan Manuel Prieto Velasco
Juan Manuel Prieto (Madrid, 30 de juny de 1971) és un exfutbolista madrileny, que jugava de davanter.

## Trajectòria
Va començar a destacar al modest equip madrileny de l'AD Parla, allà per la campanya 89/90. L'estiu del 1990 fitxa pel CD Leganés, amb qui juga dos anys a la Segona B, seguides d'una i mitja més al CP Cacereño i la segona meitat de la temporada 93/94 a les files del Llevant UE.
La temporada 94/95 s'incorpora al CP Mérida, que a les postres seria el campió de la Segona eixe any. Prieto va contribuir amb 10 gols en 26 partits. La temporada 95/96, ja a la màxima categoria, va deixar mostres de la seua classe (39 partits i 15 gols) però els extremenys van caure a Segona de nou. Llavors, el madrileny va fitxar pel Celta de Vigo. Amb els gallecs, però, no hi va comptar massa: un gol en dotze partits, tots ells sortint de la banqueta.
La temporada 97/98 recupera l'olfacte golejador amb el Rayo Vallecano, i a l'any següent amb la SD Compostela, ambdós a Segona Divisió. També en la categoria d'argent, la 99/00 retorna al CP Mérida, i a l'any següent, amb el descens administratiu dels extremenys, recala en la Universidad de Las Palmas. En tots quatre va ser titular i va deixar la seua empremta golejadora.
A partir del 2001 comença el seu declivi. Passa dues temporades en blanc, una sense comptar a l'Elx CF i l'altra sense equip. El 2003 s'enrola en el RSD Alcalá, amb qui fa la pretemporada. Finalment, penja les botes el 2004.